# Adrián Bernabé
Adrián Bernabé Garcia (26 mei 2001) is een Spaans voetballer die doorgaans als middenvelder speelt. Hij tekende in 2018 bij Manchester City.

## Clubcarrière
Bernabé is afkomstig uit de jeugdopleiding van FC Barcelona, La Masia. In 2018 trok hij transfervrij naar Manchester City. Op 25 september 2018 debuteerde hij in de League Cup tegen Oxford United. De Spanjaard kwam in de tweede helft het veld op als vervanger van Riyad Mahrez. City won het bekerduel met 0-3.

## Interlandcarrière
In 2018 debuteerde hij in Spanje –17.